# Црни Орфеј
Црни Орфеј (португалски: Orfeu Negro) је романтична трагедија из 1959. године у режији француског режисера Марсел Ками, у којем главне улоге тумаче Марпеса Даун и Breno Mello. Заснован је на драми Orfeu da Conceição Vinicius de Moraes, која је грчку легенду о Орфеју и Еуридики поставила у савремену фавелу у Рио де Жанеиру током карневала. Филм је био међународна копродукција компанија у Бразилу, Француској и Италији.
Филм је посебно запажен по звучној подлози двојице бразилских композитора: Antônio Carlos Jobim, чија песма A felicidade отвара филм; и Luiz Bonfá, чији су Manhã de Carnaval и Samba de Orfeu постали класици bossa nova. Песме које изводи Орфеј синхронизовао пева певач Agostinho dos Santos. Дуги одломци снимања одвијали су се у Morro da Babilônia, фавели у насељу Leme.
Црни Орфеј је освојио Златну палму на Филмском фестивалу у Кану 1959. године, а 1960. Оскара за најбољи филм на страном језику, награду Златни глобус 1960. за најбољи страни филм и био је номинован за награду БАФТА за најбољи филм 1961. године.
Иако је адаптација из 1959. била међународно слављена, Бразилци и научници су је критиковали због егзотизације Бразила за међународну публику и јачања штетних стереотипа.

## Радња филма
Мермерни грчки рељеф експлодира и открива афро-бразилце који плешу самбу уз бубњеве у фавели. Еуридика (Marpessa Dawn) стиже у Рио де Жанеиро, и узима колица која вози Орфеј (Breno Mello). Нова у граду, јаше до краја линије, где је Орфеј упознаје са чуваром станице, Хермесом (Alexandro Constantino), који јој даје упутства до куће њене рођаке Серафине (Léa Garcia).
Иако верен са Миром (Lourdes de Oliveira), Орфеј није баш одушевљен предстојећим браком. Пар иде да добије дозволу за брак. Када службеник у судници чује Орфеово име, он у шали пита да ли је Мира Еуридика, што је нервира. После тога, Мира инсистира да добије веренички прстен. Иако је Орфеј управо добио исплату новца, он би радије искористио свој новац да извади своју гитару из залагаонице за карневал. Мира коначно нуди Орфеју да му позајми новац да купи прстен ѕа њу.
Када Орфеј оде кући, са задовољством затече Еуридику како борави у суседству са Серафином. Еуридика је побегла у Рио да би се сакрила од чудног човека за кога верује да жели да је убије. Човек – Смрт обучен у стилизовани костим костура – проналази је, али га Орфеј галантно отера. Орфеј и Еуридика се заљубљују, али су стално у бекству и од Мире и од Смрти. Када се појави Серафинин дечко морепловац Чико (Валдемар Де Соуза), Орфеј нуди да пусти Еуридику да спава у његовом дому, док он износи висећу мрежу напоље. Еуридика га позива у свој кревет и они воде љубав.
Орфеј, Мира и Серафина су директори школе самбе, једне од многих које парадирају током карневала. Серафина одлучује да Еуридика обуче свој костим Краљице ноћи како би могла да проведе више времена са Чиком. Вео прикрива Еуридикино лице; само Орфеј говори о превари. Током параде, Орфеј плеше са Еуридиком, а не Миром.
На крају, Мира угледа Серафину међу гледаоцима и стргне Еуридикин вео. Еуридика је поново принуђена да бежи за живот прво од Мире, а затим од Смрти. Заробљена у Орфеојиним колицима, она виси са далековода да би побегла од Смрти и Орфеј је случајно убио када је укључио струју и убио је струјом. Смрт каже Орфеју "Сада је моја", пре него што га је нокаутирала.
Избезумљен, Орфеј тражи Еуридику у Канцеларији за нестала лица, иако му је Хермес рекао да је мртва. Зграда је пуста ноћу, а чисти је само домар. Он каже Орфеју да то место има само папире и да се тамо не могу наћи људи. Сажаљевајући се на Орфеја, домар га води низ велико замрачено спирално степениште – референца на митски Орфејев силазак у подземни свет – на ритуал Макумба, регионални облик афро-бразилске религије Candomblé.
На капији пролазе поред пса чувара по имену Кербер. Током ритуала, домар каже Орфеју да позове своју вољену певајући. Дух Еурyдике насељава тело старица и обраћа му се. Орфеј жели да је гледа, али Еуридика га моли да то не чини да је не би изгубио заувек. Када се Орфеј окрене и погледа према њој, он види старицу, а Еуридикин дух одлази, као у грчком миту.
Орфеј лута у жалости. Он преузима Еуридикино тело из градске мртвачница и носи је у наручју на другом крају града и узбрдо према свом дому, где гори његова колиба. Осветољубиви Мира је бацила камен који га је ударио у главу и оборио га са литице у смрт, док му је Еуридика још увек била у наручју.
Двоје деце, Бенедито и Зека – који су пратили Орфеја током целог филма – верују у Орфеову причу да свирање његове гитаре доводи до тога да сунце излази сваког јутра. После Орфеове смрти, Бенедито инсистира да Зека подигне гитару и свира како би сунце изашло. Зека се игра, и сунце излази. Појави се девојчица, даје Зеки један цвет, а троје деце плеше.

## Улоге
- Breno Mello као Орфеј
- Марпеса Даун као Еуридика
- Марсел Ками као Ернесто
- Fausto Guerzoni као Фаустоas
- Лурдес де Оливеира као Мира
- Léa Garcia као Серафина
- Adhemar da Silva као Смрт
- Alexandro Constantino као Хермес
- Waldemar De Souza као Чико
- Jorge Dos Santos као Бенедито
- Aurino Cassiano као Зека

## Пријем

### Егзотични поглед
Филм је освојио Златну палму и Оскара, прослављени су на међународном нивоу али сукритиковани у Бразилу; Vinicius de Moraes, аутор представе Orfeu da Conceição на којој је филм базиран, био је огорчен филмом и напустио је позориште усред пројекције. Критичари адаптације Marcel Camus тврдили су да је она појачала разне стереотипе о бразилској култури и друштву и о афро-Бразилцима посебно, приказујући ликове као "простодушне, претерано сексуалне и заинтересоване само за певање и плес"." Постављајући себе да себе учини"привлачнијим" страној публици, филм прибегава "јефтиној и проблематичној егзотици" Бразила.

### Збирне рецензије
На Rotten Tomatoes филм има оцену 87% у односу на 71 рецензију, и просечну гледаност од 7,9/10, уз консензус: "Шарени, атмосферски и заразни, Црни Орфеј узима древну причу и чини је свежом изнова, делом захваљујући и њеној омађијаној bossa nova soundtrack.." Metacritic је филму доделио тежину просечне оцене 81 од 100, на основу 8 критичара, што указује на "универзално признање".

### Награде и почасти
Црни Орфеј је освојио Zlatna palma на Филмском фестивалу у Кану 1959. године. У последњем случају, Бразил је заслужан заједно са Француском и Италијом. У јулу 2021. филм је приказан у делу Канских класика на Филмском фестивалу у Кану 2021. године.

## Утицај
Црни Орфеј је навео Жан-Мишела Баскијата као један од његових раних музичких утицаја, док Барак Обама у својим мемоарима Dreams from My Father (1995. године) напомиње да је то омиљени филм његове мајке. Обама , међутим, није делио склоности своје мајке по првом гледању филма током првих година на Универзитету Колумбија: "Изненада сам схватио да је приказ дечјих црнаца које сам сада виђао на екрану, обрнута слика Конрадових мрачних дивљака, оно што је моја мајка носила са с њом на Хаваје свих тих година раније, одраз једноставних фантазија које су биле забрањене белој девојци средње класе из Канзаса, обећање другог живота:  топло, сензуално, егзотично, другачије."
Музика филма такође је инспирисала албум Jazz Impressions of Black Orpheus Vince Guaraldi из 1962. године.
Као дете, Бонг Џун-хо је гледао филм на корејској телевизији и то је много утицало на њега.
Четврти студијски албум Arcade Fire Reflektor представио је теме повезане и инспирисане филмом.